# Unpregnant
Pour plus de détails, voir Fiche technique et Distribution.
Unpregnant est un film américain réalisé par Rachel Lee Goldenberg, sorti en 2020.

## Synopsis
Veronica, 17 ans, découvre qu'elle est enceinte. Vivant dans le Missouri, elle ne peut pas avorter sans l'autorisation de ses parents. Avec son ami Bailey, elle part donc à Albuquerque au Nouveau-Mexique. 

## Fiche technique
- Titre : Unpregnant
- Réalisation : Rachel Lee Goldenberg
- Scénario : Jenni Hendriks, Ted Caplan, Jennifer Kaytin Robinson, Rachel Lee Goldenberg et Bill Parker
- Musique : Roger Neill
- Photographie : Doug Emmett
- Montage : Julia Wong
- Production : Greg Berlanti, Erik Feig et Sarah Schechter
- Société de production : Berlanti Productions, HBO Films, Picturestart et Warner Max
- Pays :  États-Unis
- Genre : Comédie dramatique
- Durée : 103 minutes
- Dates de sortie : 
  - HBO Max : 10 septembre 2020

## Distribution
- Haley Lu Richardson : Veronica Clarke
- Barbie Ferreira (VF : Joséphine Ropion) : Bailey Butler
- Giancarlo Esposito (VF : Thierry Desroses) : Bob
- Alex MacNicoll : Kevin
- Breckin Meyer (VF : Alexis Victor) : Mark
- Sugar Lyn Beard (VF : Natacha Muller) : Kate
- Denny Love : Jarrod
- Mary McCormack : Debra Clarke
- Betty Who : Kira Matthews
- Jeryl Prescott : Peg
- Ramona Young (VF : Jade Phan-Gia) : Emily
- Kara Royster (VF : Soizic Fonjallaz) : Kaylee
- Meg Smith (VF : Zina Khakoulia) : Hannah
- DezBaa' : l'infirmière Lopez
- Marcos De Silvas (VF : Thibaut Lacour) : Jerry Butler
- Diane Villegas (VF : Cathy Diraison) : Maria Butle

## Accueil
Le film a reçu un accueil favorable de la critique. Il obtient un score moyen de 61 % sur Metacritic.